# Severobavorština
Severobavorština je dialekt bavorštiny spolu se středobavorštinou a jihobavorštinou. Podle lingvistického průzkumu provedeného koncem 80. let 20. století se bavorštinou většinou mluví v Horní Falci, i když ne v Řezně, které je primárně středobavorsky mluvící oblastí. Podle stejného průzkumu se severobavorštinou mluví také v Horních Frankách a také v některých oblastech Horního a Dolního Bavorska, například v oblastech kolem Eichstättu a Kelheimu. V České republice v době průzkumu zůstalo několik mluvčích, většinou soustředěných v okolí Aše a Železné Rudy, ale s ohledem na dobu, která od průzkumu uplynula, může být nářečí v těchto místech dnes již vymřelé. Pokud tam stále existuje, zahrnovalo by ostegerländische Dialektgruppe. Ethnologue odhaduje, že v roce 2005 bylo v České republice 9 000 mluvčích bavorštiny, ale neobjasňuje, zda to byli mluvčí severobavorštiny.
Podle stejného lingvistického průzkumu dialekt vzkvétá v oblastech, kde se jím mluví, navzdory skutečnosti, že většina mluvčích aktivně používá spisovnou němčinu. Na jihu oblasti, kde se mluví severobavorštinou, má středobavorština údajně vyšší prestiž, a charakteristiky severobavorštiny proto nejsou tak viditelné jako na severu, kde mají mluvčí dokonce tendenci používat silný severobavorský přízvuk, když mluví německy.

## Fonologie

### Samohlásky
Severobavorština má 8 samohlásek:
|              | Přední    | Zadní   | Zadní |
| Unrounded    | Unrounded | Rounded |       |
| ------------ | --------- | ------- | ----- |
| Zavřená      | i         |         | u     |
| Polozavřená  | e         |         | o     |
| Polootevřená | ɛ         |         | ɔ     |
| Otevřená     | a         | ɑ       |       |

A 11 dvojhlásek:
| Končící na /i/ | Končící na /u/ | Končící na /ə/ |
| -------------- | -------------- | -------------- |
| ɛi̯             | ɔu̯             | eə̯             |
| ei̯             | ou̯             | iə̯             |
| ai̯             | au̯             | uə̯             |
| oi̯             |                | oə̯             |

Před /l/ jsou /i, e, ɛ/ zaoblené na [ʏ, ø, œ].
Zajímavým aspektem dvojhlásek jsou tzv. obrácené dvojhlásky nebo německy gestürzte Diphthonge. Říká se jim tak, protože středohornoněmecké dvojhlásky [ie̯, ye̯, uo̯] se v severobavorštině změnily na [ei̯, ou̯], zatímco ve spisovné němčině se obecně změnily na [iː, yː, uː].
Severobavorská dvojhláska [ɔu̯] odpovídá středohornoněmeckému a standardnímu německému [oː, aː].
V mnoha variantách severobavorštiny je stále běžnější nazalizace.

### Souhlásky
Severobavorština má asi 33 souhlásek:
|              | Bilabiální | Bilabiální | Labiodentální | Labiodentální | Alveolární | Alveolární | Postalveolární | Postalveolární | Palatální | Palatální | Velární | Velární | Glotální | Glotální |
| ------------ | ---------- | ---------- | ------------- | ------------- | ---------- | ---------- | -------------- | -------------- | --------- | --------- | ------- | ------- | -------- | -------- |
| Plozivní     | p}         | b̥          |               |               | t          | d̥          |                |                |           |           | k       | ɡ̊       |          |          |
| Nazální      |            | m          |               |               |            | n          |                |                |           |           |         | ŋ       |          |          |
| Frikativní   | β, β̬       | β, β̬       | f             | v̥             | s          | z̥          | ʃ              | ʒ̊              | ç         | ʝ         | x       | ɣ̊       | h        |          |
| Afrikátní    | p͡f         | b̥͡v̥         |               |               | t͡s         | d̥͡z̥         | t͡ʃ             | d̥͡ʒ̥             |           |           | k͡x      |         |          |          |
| Vibrantní    |            |            |               |               |            | r          |                |                |           |           |         |         |          |          |
| Aproximantní |            |            |               |               |            | l, lʲ      |                |                |           | j         |         |         |          |          |

## Gramatika

### Podstatná jména

#### Rod
Všechna podstatná jména v severobavorštině mají jeden ze tří rodů: ženský, mužský nebo střední. Mnoho podstatných jmen má stejný rod jako ve spisovné němčině, ale existuje mnoho výjimek. Příkladem je Benzin, který je středním rodem ve standardní němčině, ale mužským rodem v severobavorštině. Dalším příkladem je Butter, které je ve standardní němčině ženského rodu, ale v severobavorštině může mít všechny tři rody v závislosti na poloze a místní variaci dialektu.

#### Pád
Stejně jako ve spisovné němčině existují v severobavorštině čtyři pády: nominativ, akuzativ, genitiv a dativ. Genitiv je však neobvyklý a běžně se nahrazuje buď dativem a přivlastňovacím zájmenem, nebo předložkou von [v̥ə, v̥ən, v̥əm] a dativem, např. [m̩̩ v̥ɑtɐ z̥ãi haːu̯z̥] nebo [s̩ haːu̯z̥ v̥om v̥ɑtɐ] otcův dům. Výjimkou je genitiv místo dativu za přivlastňovacími zájmeny v jednotném čísle, např. [hintɐ mai̯nɐ], což je stejně správné jako [hintɐ miɐ̯] za mnou. S předložkami se používá dativ nebo akuzativ, nikoli však genitiv, nap. [d̥rots n̩ reːŋ] (formálně [d̥rots m̩ reːŋ]) navzdory dešti. Dativní koncovka -m často zní jako akuzativní koncovka -n (viz předchozí příklad), takže tyto dva pády nelze rozlišit.

#### Skloňování
Podstatná jména v severobavorštině se skloňují podle čísla a v menší míře i podle pádu. Mnoho podstatných jmen napříč rody je stejných v množném i jednotném čísle.
Česky hlava, spisovnou němčinou Kopf, severobavorsky sg. m [kʰoːb̥͡v] > pl. [kʰep͡f]
Česky kočka, spisovnou němčinou Katze, severobavorsky sg. f. [kʰɑt͡s] > pl. [kʰɑt͡sn̩]
Česky dům, spisovnou němčinou Haus, severobavorsky sg. n. [haːu̯z̥] > pl. [haːi̯z̥ɐ]

### Přídavná jména
Skloňování přídavných jmen v severobavorštině se liší v závislosti na tom, zda se před přídavným jménem nachází člen určitý nebo ukazovací, nebo zda mu předchází člen neurčitý nebo přivlastňovací, nebo zda je použito jako přísudek.
Komparativní přídavná jména se tvoří příponou [ɐ] a superlativní přídavná jména příponou [st]. Ke změnám samohlásek často dochází, když dojde k přidání přípony. Příkladem je [hɔːu̯ɣ̊], které se mění na [ˈhɛi̯xɐ], když je v komparativní formě, a [ˈhɛi̯kst], když je v superlativní formě.

### Zájmena
Zájmena severobavorštiny se mírně liší druh od druhu.
V množném čísle není rozdíl mezi osobami.
Koncovka [j] v přízvučné první osobě jednotného čísla nominativu a akuzativu a v přízvučné druhé osobě jednotného čísla akuzativu se vyskytuje pouze v severních a západních dialektech severobavorštiny.
V době lingvistického průzkumu provedeného koncem 80. let 20. století existovala zájmena také pro nepřízvučný akuzativ první osoby množného čísla a nepřízvučný akuzativ v druhé osobě množného čísla [iz] a [iç], ale dnes jsou již pravděpodobně zaniklé.

### Slovesa
Slovesa v severobavorštině se časují podle osoby, času a způsobu. Severobavorská slovesa také podléhají změně samohlásky a střídě.

#### Neurčitý tvar
Neurčité tvary mají jednu ze tří koncovek: [∅], [n] a [ɐ]. První koncovka je vzácná a vyskytuje se pouze u několika málo jednoslabičných sloves, jako je [za͡i], spisovnou němčinou sein, česky být; [ɡ̊ɛi], spisovnou němčinou gehen, česky jít; [ʒ̊d̥ɛi], spisovnou němčinou stehen, česky stát; a [d̥o͡u], spisovnou němčinou tun, česky dělat. Druhá koncovka je nejběžnější koncovka vyskytující se u většiny sloves, jako je [b̥itn̩], spisovnou němčinou bitten, česky dotázat se. Třetí koncovka se používá u sloves s určitou koncovou souhláskou, jako je [z̥iŋɐ], spisovnou němčinou singen, česky zpívat.

#### Přítomný čas
Osobní koncovky pro přítomný čas se mírně liší druh od druhu, ale jsou do značné míry jednotné. Koncovky v níže uvedeném schématu jsou připojeny ke kořenu, nikoli k neurčitému tvaru. Kořen se získá odstraněním neurčité koncovky, pokud je to [n] nebo [ɐ].
|             | Jednotné | Množné |
| ----------- | -------- | ------ |
| První osoba | -Ø       | neur.  |
| Druhá osoba | -[z̥d̥]    | -[t͡s]  |
| Třetí osoba | -[d̥]     | neur.  |

Jak je vidět na výše uvedeném schématu, první osoba jednotného čísla je v zásadě stejná jako kořen a první a třetí osoba množného čísla jsou stejné jako neurčitý tvar.
Imperativ jednotného čísla je stejný jako první osoba jednotného čísla a imperativ množného čísla je stejný jako druhá osoba množného čísla. Existuje pouze jedna výjimka, kterou je imperativ [z̥a͡i], spisovnou němčinou sein, česky být, což je [b̥iː].

#### Minulý čas
Zůstává pouze jedno sloveso s výraznou prostou formou minulého času, [z̥ai̯], spisovnou němčinou sein, česky být, s jednoduchým minulým časem [βoə̯], spisovnou němčinou war, česky byl. Minulý čas ostatních sloves se tvoří stejným způsobem jako spisovná němčina používá haben nebo sein, česky mít a být a příčestí minulé.
Příčestí minulé v severobavorštině je tvořeno předponou [ɡ̊]-, i když ne u sloves začínajících plozivní souhláskou, kde je předpona vynechána.
Slovesa [hɔm] a [z̥ai̯], spisovnou němčinou haben a sein, česky mít a být, lze ve schématu níže vidět časovaná v přítomnosti, protože jsou nepravidelná. Jejich příčestí minulá jsou [ɡ̊hɔt] a [ɡ̊βeːn].
|             | Jednotné | Množné  |
| ----------- | -------- | ------- |
| První osoba | [hoː]    | [hɔm]   |
| Druhá osoba | [hɔu̯z̥d̥]  | [hɔu̯t͡s] |
| Třetí osoba | [hɔu̯d̥]   | [hɔm]   |

|             | Jednotné | Množné       |
| ----------- | -------- | ------------ |
| První osoba | [b̥in]    | [z̥an, han]   |
| Druhá osoba | [b̥iːz̥d̥]  | [z̥at͡s, hat͡s] |
| Třetí osoba | [iːz̥]    | [z̥an, han]   |

Příklady lze vidět níže:
- [iː hoː ɡ̊ʒ̊it], spisovnou němčinou Ich habe geschüttet, česky Nalil jsem
- [eɐ̯ hɔu̯d̥ b̥rɑxd̥], spisovnou němčinou Er hat gebracht, česky On přinesl

#### Konjunktiv
Vytvořit konjunktiv v severobavorštině je docela jednoduché. Konjunktiv sloves se tvoří příponou -[ɐd̥], jako v [βisn̩] > [βisɐd̥], spisovnou němčinou wissen > wüßte, česky vědět > já bych věděl.

#### Střída
Jak slabá, tak silná slovesa mohou podléhat střídě. Silná slovesa lze rozdělit do dvou skupin: v první skupině je samohláska v neurčitém tvaru stejná jako v příčestí minulém; v druhé skupině je samohláska v neurčitém tvaru odlišná od samohlásky v příčestí minulém. Nejběžnější gradace samohlásek ve druhé skupině lze vidět níže:
- [ai̯] > [i(ː)]: [ʒ̊nai̯n] > [ɡ̊ʒ̊niːn], spisovnou němčinou schneiden > geschnitten – česky řezat
- [ei̯] > [o], [uɐ̯]: [b̥ei̯n] > [b̥uɐ̯n], spisovnou němčinou bieten > geboten – česky nabídnout
- [i] > [u]: [ziŋɐ] > [ɡ̊z̥uŋɐ], spisovnou němčinou singen > gesungen – česky zpívat
- [ɛ] > [o]: [d̥rɛʃn̩] > [d̥roʃn̩], spisovnou němčinou dreschen > gedroschen – česky mlátit

Střída není u slabých sloves tak běžná jako ve spisovné němčině. Počet slabých sloves s morfofonologickými variacemi je však vysoký, častá je zejména změna délky samohlásek.

## Příklad
Toto je fonetický přepis textu v severobavorštině s překlady do němčiny a češtiny.
| Severobavorština                                                                                        | Němčina | Čeština                                                                                       |
| --- | --- | --------------------------------------------------------------------------------------------- |
| ɪç bɪn ɪn ʒdoːᵈl ɡɔŋə, ᶷn do βoən daːm drɪnə, ᶷn dao ɪz uəm və də mlʲ aː ɪz uəm troi̯t aːvɡʒit kβeːzd... | Ich bin in den Stadel gegangen, und da waren Tauben drinnen, und da ist oben von der Mühle auch ist oben Getreide aufgeschüttet gewesen... | Vešel jsem do stodoly a v ní byli holubi a pak nahoře bylo také nahromaděné obilí, z mlýna... |